# パディ・ドノバン
パディ・ドノバン（Paddy Donovan、1999年1月10日 - ）は、アイルランドのプロボクサー。リムリック出身。

## 来歴
2019年6月20日、ドノバンはトップランクとプロ契約を結び、ボブ・アラムのもとでプロモートされることが発表された。2019年10月11日、アルトゥーロ・ロペスを相手にプロデビュー戦を行い、初回に左フックでノックアウト勝利を収めた。
その後、ドノバンはダニー・メンドーサ（2019年11月16日）、オスカー・アマドール（2019年12月20日）、デス・ニュートン（2020年8月15日）、ジュマーン・カメロ（2020年11月11日）、シアー・オズグル（2021年2月19日）、ホセ・ルイス・カスティーリョ（2021年8月6日）らを相手に勝利を重ね、KOや判定で圧倒的なパフォーマンスを見せた。
2022年2月26日、ジョシュ・テイラー対ジャック・カテラルのアンダーカードでミロスラフ・セルバンと対戦し、6ラウンド目にテクニカルノックアウトで勝利。2022年8月6日にはトム・ヒルに判定勝ちを収めた。
2024年5月25日、リーズのファースト・ダイレクト・アリーナで元英国ライト級王者ルイス・リットソンを9ラウンドTKOで破った。2025年3月1日、ベルファストのSSEアリーナでルイス・クロッカーとIBFウェルター級タイトル最終挑戦者決定戦で対戦。8ラウンド終了時にクロッカーをノックダウンしたが、試合終了のゴング後にパンチを放ったとして失格となった。ドノバンはこの失格判定に対して異議を申し立て、2025年3月27日にIBFは再戦を認めた。再戦は2025年9月13日、ベルファストのウィンザー・パークで空位のIBFウェルター級タイトルを懸けて行われる予定である。

## 戦績
- アマチュアボクシング:166戦 161勝 5敗
- プロボクシング:15戦 14勝 11KO 1敗

| 戦           | 日付           | 勝敗 | 時間    | 内容    | 対戦相手                           | 国籍         | 備考                                    |
| ------------ | -------------- | ---- | ------- | ------- | ---------------------------------- | ------------ | --------------------------------------- |
| 1            | 2019年10月11日 | ☆    | 1R 1:16 | KO      | アルトゥーロ・ロペス               | イギリス     | プロデビュー戦                          |
| 2            | 2019年11月16日 | ☆    | 6R      | 判定3-0 | ダニー・メンドーサ                 | イギリス     |                                         |
| 3            | 2019年12月20日 | ☆    | 3R 2:09 | KO      | オスカー・アマドール               | イギリス     |                                         |
| 4            | 2020年8月15日  | ☆    | 1R 1:31 | TKO     | デス・ニュートン                   | イギリス     |                                         |
| 5            | 2020年11月11日 | ☆    | 6R      | 判定3-0 | ジュマーン・カメロ                 | イギリス     |                                         |
| 6            | 2021年2月19日  | ☆    | 4R 終了 | TKO     | シアー・オズグル                   | イギリス     |                                         |
| 7            | 2021年8月6日   | ☆    | 1R 1:22 | KO      | ホセ・ルイス・カスティーリョ       | イギリス     |                                         |
| 8            | 2022年2月26日  | ☆    | 6R 0:56 | TKO     | ミロスラフ・セルバン               | イギリス     |                                         |
| 9            | 2022年8月6日   | ☆    | 8R      | 判定3-0 | トム・ヒル                         | イギリス     |                                         |
| 10           | 2023年4月1日   | ☆    | 1R 2:50 | TKO     | ルイス・エドゥアルド・ソウザ       | ブラジル     |                                         |
| 11           | 2023年5月20日  | ☆    | 6R 2:13 | TKO     | サム・オメイソン                   | イギリス     |                                         |
| 12           | 2023年11月25日 | ☆    | 4R 2:41 | TKO     | ダニー・ボール                     | イギリス     | WBAコンチネンタルウェルター級王座決定戦 |
| 13           | 2024年1月27日  | ☆    | 7R 1:41 | TKO     | ウィリアムズ・アンドレス・エレーラ | アルゼンチン | WBAコンチネンタル防衛1                  |
| 14           | 2024年5月25日  | ☆    | 9R 0:32 | TKO     | ルイス・リットソン                 | イギリス     |                                         |
| 15           | 2025年3月1日   | ★    | 8R 終了 | DQ      | ルイス・クロッカー                 | アイルランド | IBF世界ウェルター級挑戦者決定戦         |
| 16           | 2025年9月13日  | -    | -       | -       | ルイス・クロッカー                 | アイルランド | IBF世界ウェルター級王座決定戦 試合前    |
| テンプレート |                |      |         |         |                                    |              |                                         |

## 獲得タイトル
- WBAコンチネンタルウェルター級王座（防衛1＝返上）